# Лайма (Іллінойс)
Лайма (англ. Lima) — селище (англ. village) в США, в окрузі Адамс штату Іллінойс. Населення — 148 осіб (2020).

## Географія
Лайма розташована за координатами 40°10′35″ пн. ш. 91°22′41″ зх. д. / 40.17639° пн. ш. 91.37806° зх. д. (40.176301, -91.378192).  За даними Бюро перепису населення США в 2010 році селище мало площу 0,50 км², уся площа — суходіл.

## Демографія
Згідно з переписом 2010 року, у селищі мешкали 163 особи в 61 домогосподарстві у складі 41 родини. Густота населення становила 328 осіб/км².  Було 69 помешкань (139/км²).
Расовий склад населення:
| - 100,0 % — білих |

До двох чи більше рас належало 0,0 %. Частка іспаномовних становила 0,6 % від усіх жителів.
За віковим діапазоном населення розподілялося таким чином: 25,8 % — особи молодші 18 років, 60,7 % — особи у віці 18—64 років, 13,5 % — особи у віці 65 років та старші. Медіана віку мешканця становила 35,8 року. На 100 осіб жіночої статі у селищі припадало 83,1 чоловіків;  на 100 жінок у віці від 18 років та старших — 83,3 чоловіків також старших 18 років.
Середній дохід на одне домашнє господарство  становив 50 921 долар США (медіана — 44 625), а середній дохід на одну сім'ю — 55 891 долар (медіана — 45 833). Медіана доходів становила 43 750 доларів для чоловіків та 30 469 доларів для жінок. За межею бідності перебувало 20,6 % осіб, у тому числі 28,9 % дітей у віці до 18 років та 0,0 % осіб у віці 65 років та старших.
Цивільне працевлаштоване населення становило 96 осіб. Основні галузі зайнятості: виробництво — 15,6 %, мистецтво, розваги та відпочинок — 15,6 %, освіта, охорона здоров'я та соціальна допомога — 15,6 %.